# Molodjoschnaja (Metro Moskau)

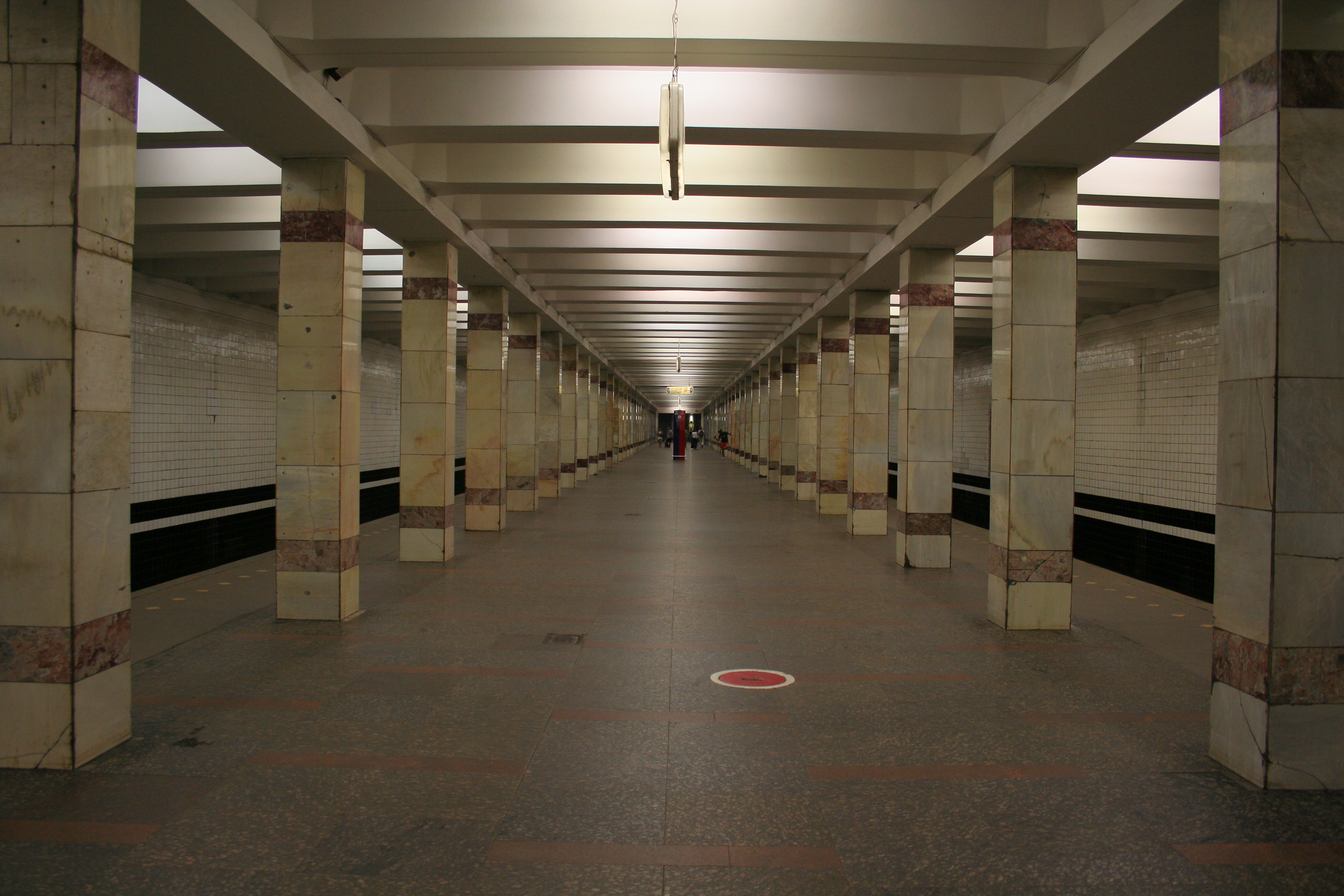
U-Bahnhof Molodjoschnaja

Molodjoschnaja (russisch Молодёжная, Ausspracheⓘ) ist ein 1965 eröffneter unterirdischer U-Bahnhof der Metro Moskau an der Arbatsko-Pokrowskaja-Linie (auch „Linie 3“ genannt) zwischen den U-Bahnhöfen Krylatskoje und Kunzewskaja.

## Allgemeine Beschreibung
Der U-Bahnhof Molodjoschnaja liegt im Stadtteil Kunzewo im Westlichen Verwaltungsbezirk von Moskau.
Er wurde am 5. Juli 1965 als damaliger westlicher Endbahnhof der Filjowskaja-Linie eröffnet („Hellblaue Linie“). Molodjoschnaja blieb Endbahnhof bis zum 31. Dezember 1989, als die Filjowskaja-Linie um eine Station bis Krylatskoje verlängert wurde. Mit der Erweiterung der „dunkelblauen“ Arbatsko-Pokrowskaja-Linie in nordwestlicher Richtung von Park Pobedy bis Strogino unter Einbeziehung des Abschnittes Kunzewskaja – Krylatskoje der Filjowskaja-Linie am 7. Januar 2008 ging der U-Bahnhof Molodjoschnaja an die Arbatsko-Pokrowskaja-Linie über, während die Filjowskaja-Linie seither in Kunzewskaja endet.

## Architektur
Architekt der Eingangsbereiche und der Bahnsteighalle des U-Bahnhof war Robert Pogrebnoi.